# سوالف طفاش 3 (مسلسل)
سوالف طفاش 3 هو مسلسل كوميدي  بحريني من تأليف أحمد الكوهجي وإخراج يوسف الكوهجي إنتاج مركز حوار لإنتاج الفني العرض الأول (1 رمضان 1436 هـ - 19 يونيو 2015) .

## ملخص القصة
مسلسل كوميدي يدور في أجواء خليجية، في الفترة بين أربعينيات القرن الماضي وخمسينياته.
وتدور أحداث العمل حول الشخصية الأساسية في العمل (طفاش)، وهو فتى حالم يسعى للحصول على وظيفة بعد زواجه من ابنة جاره (أبو عذاري)، ويحاول أن يتخطى مصاعب الحياة، ولكن النتائج تأتي دوماً عكسية في قالب كوميدي.

## طاقم العمل

### الممثلون
- علي الغرير
- خليل الرميثي
- سعد البوعينين
- فاطمة عبدالرحيم
- أحمد عيسى
- نورة البلوشي
- حسن مكي
- سلوى بخيت
- أمينة القفاص
- جاسم الصايغ
- محمد عواد
- ابتسام عبدالله
- سلوى الجراش
- أمير دسمال
- منيرة محمد